# Clos de Tart

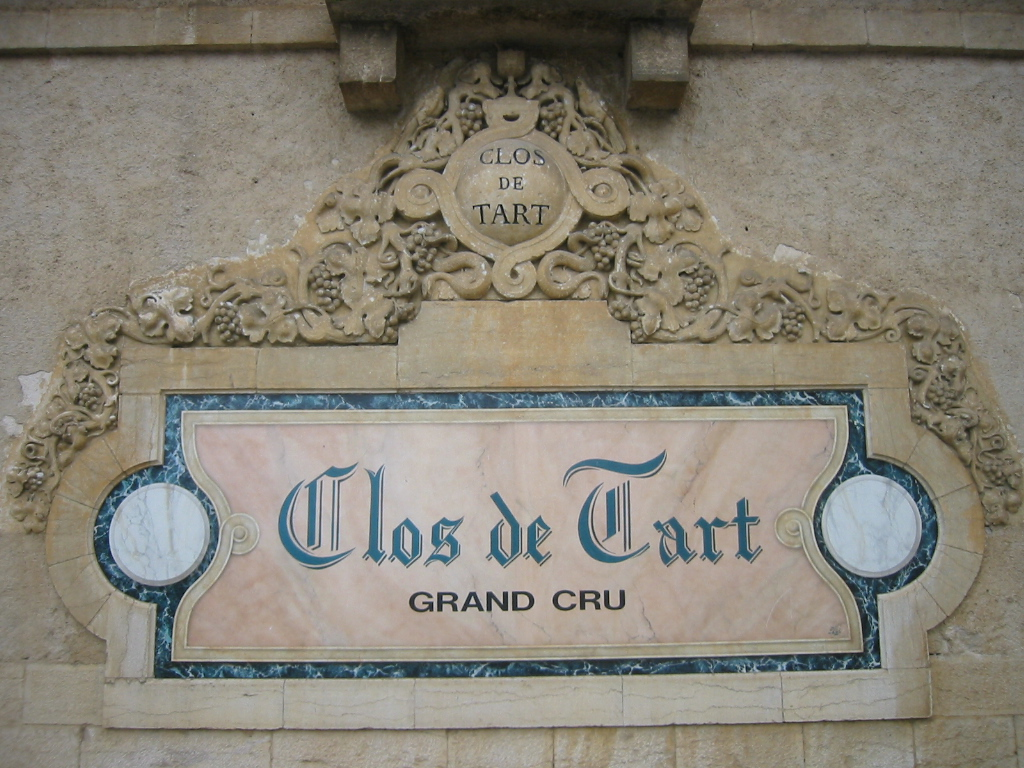
Clos de Tart

Der Clos de Tart ist eine als Grand Cru eingestufte Weinlage an der Côte d’Or im französischen Burgund. Er liegt in der Gemeinde Morey-Saint-Denis und besitzt eine eigene Appellation. Der 7,53 Hektar große Weinberg befindet sich im Alleinbesitz des in Mâcon ansässigen Handelshauses Mommessin. Erzeugt wird ausschließlich Rotwein. Der Weinberg ist tatsächlich von einer Mauer umschlossen und damit ein echter „Clos“.

## Lage, Klima und Boden
Der Clos de Tart befindet sich auf einem leicht ansteigenden, nach Ost-Süd-Ost ausgerichteten Hang in 270 bis 300 m Höhe über NN. Im Norden berührt er den Clos des Lambrays, südlich schließt sich die Lage Bonnes-Mares an. Unmittelbar östlich verläuft die Route des Grands Crus. 
Das Klima ist dasjenige des Burgund – ein Übergangsklima, in dem kontinentale und maritime Einflüsse vorkommen. Die zumeist trockenen und heißen Sommer lassen den Pinot Noir zwar ausreifen, große Jahrgänge entstehen aber nur, wenn kein Regen im Herbst die Lese beeinträchtigt. Bedingt durch die reine Ostlage ist das Mikroklima verhältnismäßig kühl, aber gleichzeitig geschützt vor Spatfrösten. Die Lese beginnt in der Regel zwischen dem 20. und dem 30. September.
Der Clos de Tart ruht auf einem Sockelgestein aus dem Bathonium. Darüber liegt eine Schicht aus Kalkstein-Verwitterungsschutt. Ihre Dicke variiert zwischen 40 und 120 cm. Insgesamt ist der Boden des Clos de Tart homogener als derjenige der Nachbarlagen. Ihn durchzieht eine Ader aus Kalkstein, die für die Eleganz des Weines wie für seine samtige Textur verantwortlich gemacht wird.

## Wein
Der Clos de Tart wird ausschließlich aus Pinot Noir erzeugt. Als weitere Rebsorten sind Pinot Liébault und Pinot Beurot zugelassen. Theoretisch dürfen bis zu 15 % weiße Trauben (Chardonnay, Pinot Gris und Pinot Blanc) verwendet werden. Der natürliche Alkoholgehalt muss mindestens 11,5 Vol.-% betragen, Chaptalisation ist – wie überall im Burgund – erlaubt. Der Basisertrag beträgt 35 Hektoliter je Hektar, dieser darf maximal um 20 % überschritten werden. Von 2000 bis 2004 wurden im Mittel 226 Hektoliter erzeugt, also rund 30.000 Flaschen. Damit betrug der Ertrag 31 hl/ha.
Die Rebzeilen sind quer zum Hang ausgerichtet, um der Erosion entgegenzuwirken und die Sonneneinstrahlung besser auszunutzen – Morgen- und Abendsonne fallen so jeweils auf die Rebzeilen. Die Pflanzdichte liegt bei über 10.000 Stöcken je Hektar. Das Durchschnittsalter der Reben beträgt über 50 Jahre, die ältesten Stöcke wurden 1918 gesetzt. Alle drei Jahre werden 33 Ar neu bestockt, außerdem werden einzelne abgestorbene Reben ersetzt. Die hierfür notwendigen Pfropfreben werden aus dem eigenen Bestand des Clos de Tart gewonnen (Sélection massale). Im Weinberg wird nach den Prinzipien des Integrierten Anbaus gearbeitet. Zur Ertragsbeschränkung wird nötigenfalls eine „Grüne Lese“ vorgenommen. 
Die Lese erfolgt von Hand, das Lesegut wird von Hand nachsortiert. Die Gärung findet seit 1999 in Edelstahltanks statt. Die Trauben werden größtenteils entrappt und dann zur besseren Extraktion mehrere Tage bei niedriger Temperatur eingemaischt, bevor die eigentliche Gärung einsetzt. Aufgrund des hohen natürlichen Alkoholgehaltes wird auf Chaptalisation zumeist verzichtet. Die verschiedenen Parzellen werden getrennt vinifiziert, ebenso wie der Presswein, der erst später hinzugefügt wird. Der Ausbau erfolgt ausschließlich in neuen Barriquefässern. Die mehrgeschossige Konstruktion des Kellers ermöglicht es, den Wein nahezu ausschließlich mit Hilfe der Schwerkraft zu bewegen. Der Fassausbau dauert 18 bis 24 Monate. Anschließend wird der Clos de Tart assembliert und ohne Schönung und Filtration abgefüllt. Die Assemblage erfolgt heute ausschließlich auf Basis einer Verkostung, Partien aus jüngeren Rebanlagen werden nicht mehr von vornherein ausgeschlossen. Was nicht als Clos de Tart verkauft werden soll, kommt unter der Appellation „Morey-Saint-Denis Premier Cru“ mit der Lagenbezeichnung „La Forge“ auf den Markt.
Die Qualitäten des Clos de Tart liegen im Vergleich zu anderen Grands Crus des Burgund in seiner Finesse, Eleganz und seiner samtigen Textur bei großer aromatischer Komplexität. Seine Farbe ist vergleichsweise hell und der Körper ist weniger ausgeprägt – trotz des in der Regel über 13 Vol.-% liegenden natürlichen Alkoholgehaltes. Die seit Mitte der 1990er Jahre vorgenommenen Änderungen in der Weinbereitung relativieren diese Beobachtung allerdings, der Clos de Tart hat seither erheblich an Kraft zugelegt. Grundsätzlich handelt es sich um einen sehr lagerfähigen Wein, der mindestens ein Jahrzehnt zu seiner vollen Entfaltung benötigt. Sein Aromenspektrum verändert sich im Laufe der Reifung. Dominieren anfangs Kirschen und Himbeeren, so kommen im Reifebukett Noten von Gewürzen, Lakritze und Waldboden hinzu.

## Geschichte
Die Ursprünge des Clos de Tart reichen bis in das 12. Jahrhundert. Erster Besitzer der damals als La Forge bezeichneten Weinbergslage war das Hôtel-Dieu in Brochon. Von diesem erwarb die 1125 in der Nähe von Cîteaux gegründete Bernhardinerinnenabtei (→Zisterzienser) Notre-Dame de Tart im Jahr 1141 den Weinberg mitsamt den zugehörigen Wirtschaftsgebäuden und der Kelter. 1184 bestätigte der Papst ihren Besitz. Bis 1240 wurden die Weinberge durch Tausch gegen Lagen in Vosne arrondiert, und die Bezeichnung „Clos de Tart“ setzte sich durch. Der Niedergang des Zisterzienserordens erfasste auch das Kloster von Tart. 1623 gingen die verbliebenen Nonnen nach Dijon, und das Kloster wurde aufgegeben. Der Clos de Tart verblieb aber bis zur Französischen Revolution im Besitz des Ordens. 
Anfang 1791 wurden Gebäude und Weinberge als Biens nationaux („Nationale Güter“) versteigert. Der für den 617 Ar umfassenden Besitz erzielte Preis von 59.738 Livres lag auf die Fläche bezogen deutlich unter denen von Chambertin, Clos de Vougeot oder Romanée-Saint-Vivant. Erwerber war Charles Dumaine, der Besitz ging aber anscheinend unmittelbar auf den Weinhändler Nicolas-Joseph Marey (1760–1818) aus Nuits-Saint-Georges über. Diese beiden machten bei den Versteigerungen häufig gemeinsame Sache. Verheiratet war er mit der Tochter des Mathematikers und zeitweiligen Ministers Gaspard Monge aus Beaune, daher erhielt dieser Familienzweig den Namen Marey-Monge. Unter der Regie von Ferdinand Marey-Monge (1802–1869) wurde 1850 der zweigeschossige Keller erbaut, der noch heute verwendet wird. 1879 erbte seine Tochter Louise, die Kanonikerin „Mère Saint-Louis“, den Besitz. Sie leitete mehrere Klöster und ließ die Weinberge bewirtschaften, zunächst durch das Haus Champy aus Beaune, dann von Chauvenet aus Nuits-Saint-Georges. 1919 veräußerte sie den Besitz an ihre Schwester Edith und deren Mann Hervé de Blic (1850–1924). Die Absatzkrise zu Beginn der 1930er Jahre zwang ihre Tochter Guillemette Courcelle, den gesamten Besitz zu verkaufen. Da das Haus Chauvenet selbst in Schwierigkeiten steckte, konnte der Weinhändler Joanny Mommessin aus Macon als einziger Interessent den Clos de Tart für nur 400.000 Francs erwerben. Die Weinberge waren allerdings in schlechtem Zustand. 1935 wurden 2,5 ha neu bestockt, 1927 waren bereits 1,6 ha gepflanzt worden. Die Leitung des Gutes verblieb weiterhin in den Händen der Familie Cyrot aus Pommard. 
Der Clos de Tart galt schon im 19. Jahrhundert als der beste Wein von Morey. So klassifizierte ihn 1855 der Autor Jules Lavalle als einzigen Wein der Gemeinde als „Tête de Cuvée“. Am 4. Januar 1939 wurde ihm per Dekret der Status eines Grand Cru zuerkannt. Mehrere kleine Parzellen innerhalb der Ende des 19. Jahrhunderts errichteten Mauer wurden ihm dabei zugeschlagen, so dass seine Fläche 7,2170 Hektar betrug. 1965 integrierte man noch 27,8 Ar der Lage Bonnes-Mares sowie 7 Ar Villages-Lagen, die sich ebenfalls innerhalb der Mauern befanden. 1969 übernahm Henri Perraud die Leitung der Domäne. Bis zu seiner Pensionierung 1996 bereitete er einen lagerfähigen und finessenreichen Wein nach burgundischer Tradition. Der neue Leiter Sylvain Pitiot führte einige Änderungen ein. Die angelieferten Trauben werden nachsortiert und größtenteils entrappt. Die Gärbehälter aus Zement wurden durch Edelstahltanks ersetzt. Der Clos de Tart besitzt heute einen kräftigeren Körper und ist bereits jünger zugänglich.